# Cyrtandra cyaneoides
Cyrtandra cyaneoides är en tvåhjärtbladig växtart som beskrevs av Joseph Rock. Cyrtandra cyaneoides ingår i släktet Cyrtandra och familjen Gesneriaceae. Inga underarter finns listade i Catalogue of Life.

## Bildgalleri

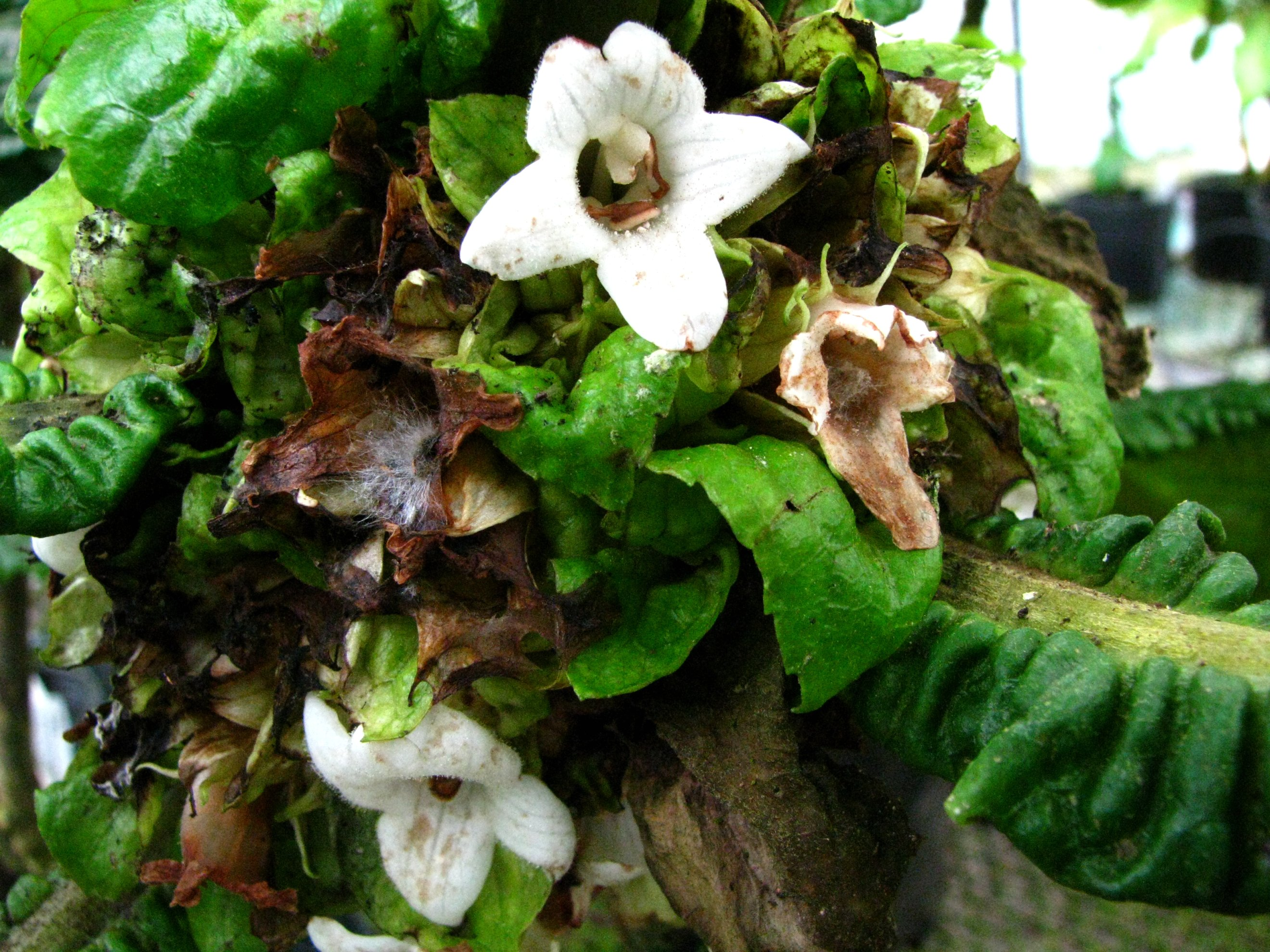
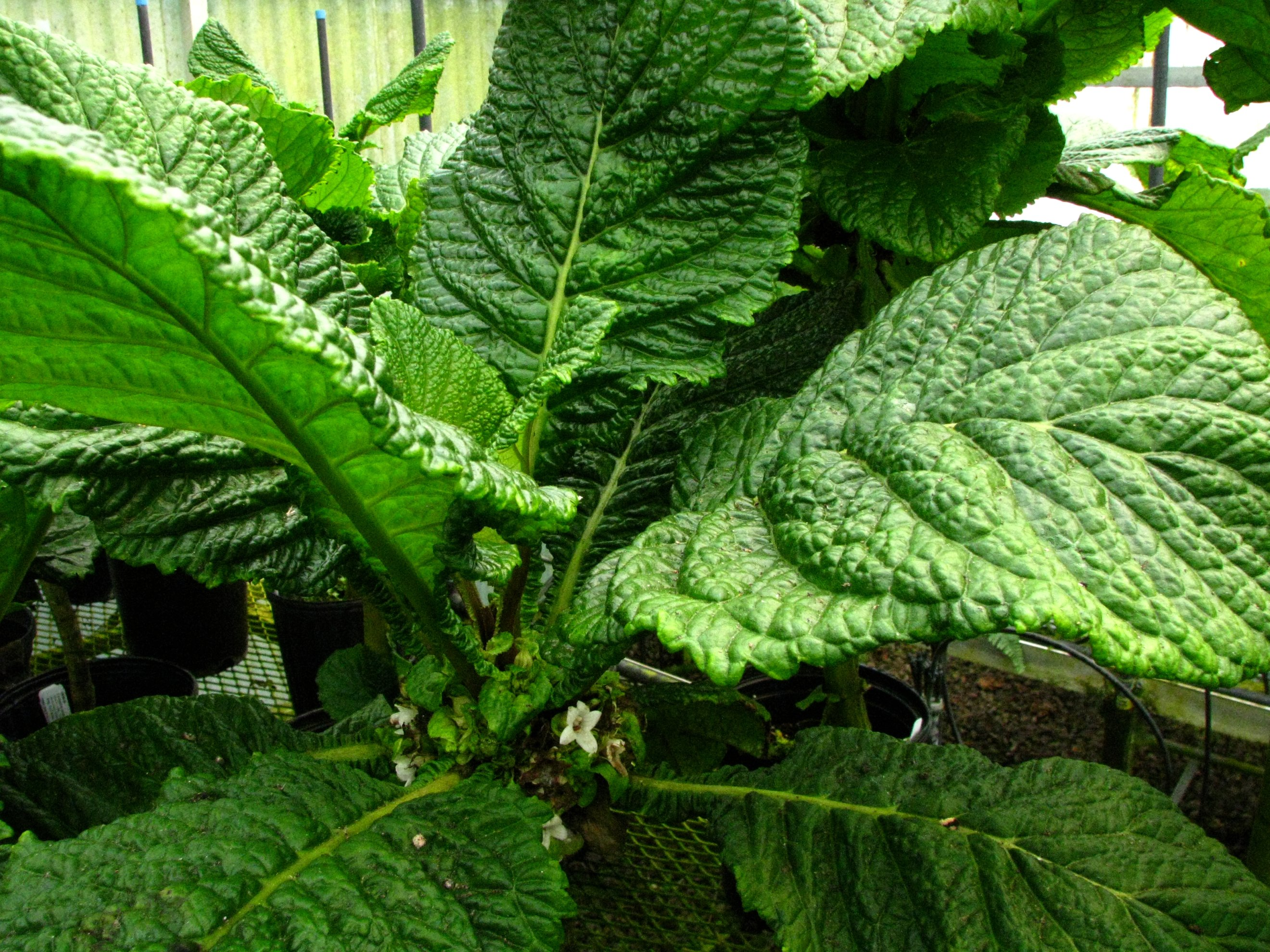
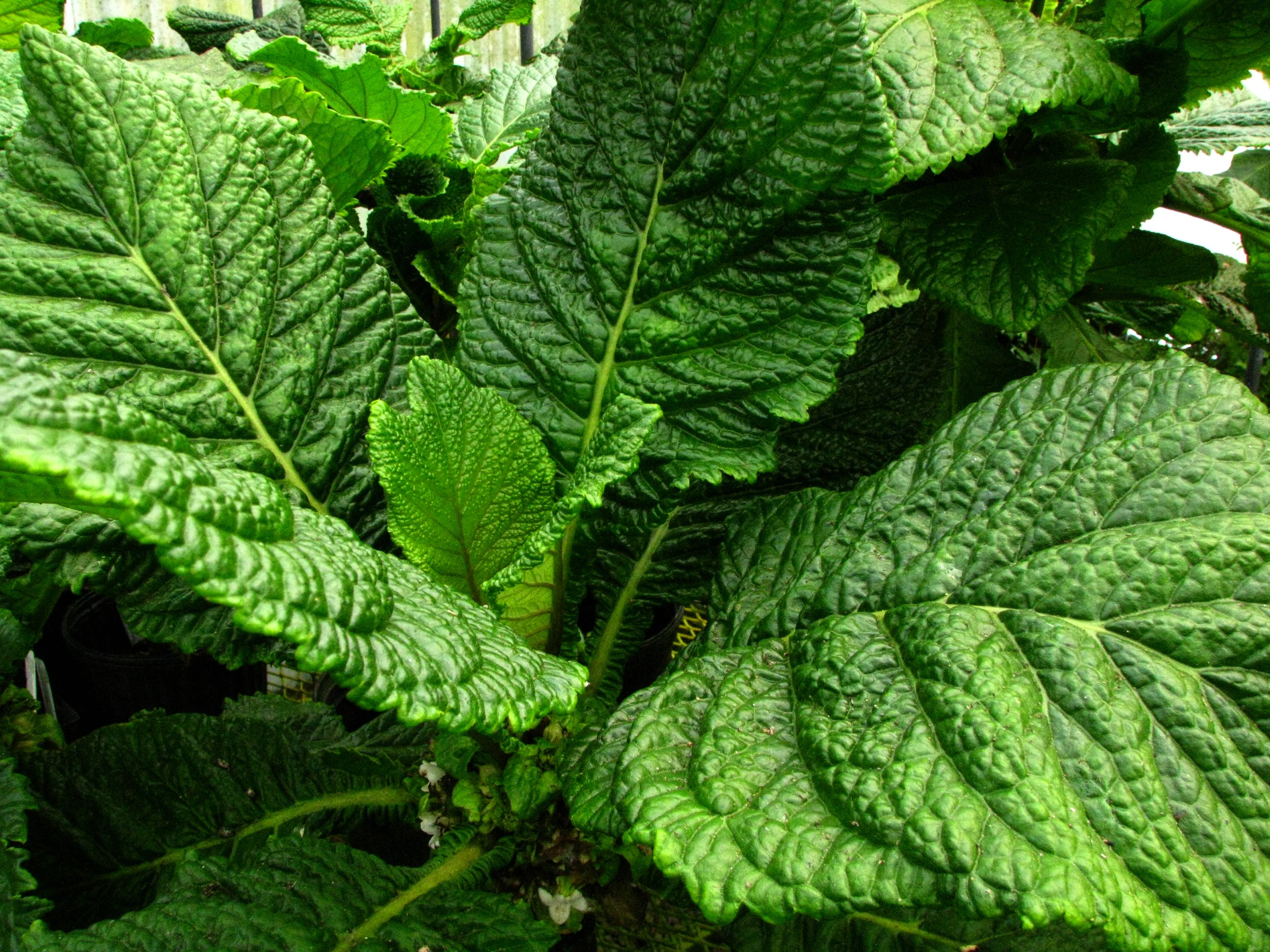